# ولسک
شهر ولسک (به روسی: Вельск) در کشور روسیه و در اوبلاست آرخانگلسک واقع شده‌است.